# Amt Güstrow-Land
La comunità amministrativa di Güstrow-Land (Amt Güstrow-Land) si trova nel Circondario di Rostock nel Meclemburgo-Pomerania Anteriore, in Germania.

## Suddivisione
Comprende 14 comuni (abitanti il 31 dicembre 2022):
1. Glasewitz (423)
2. Groß Schwiesow (308)
3. Gülzow-Prüzen (1 608)
4. Gutow (1 011)
5. Klein Upahl (231)
6. Kuhs (305)
7. Lohmen (797)
8. Lüssow (986)
9. Mistorf (630)
10. Mühl Rosin (1 113)
11. Plaaz (754)
12. Reimershagen (394)
13. Sarmstorf (495)
14. Zehna (683)

Il capoluogo è Güstrow, esterna al territorio della comunità amministrativa.